# Bouhy
Bouhy é uma comuna francesa na região administrativa de Borgonha-Franco-Condado, no departamento Nièvre. Estende-se por uma área de 35,36 km². Em 2010 a comuna tinha 472 habitantes (densidade: 13,3 hab./km²).